# إيفرشارب

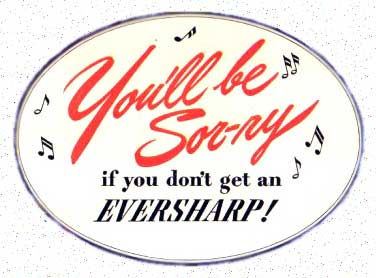
شعار إيفرشارب

كانت شركة إيفرشارب (بالإنجليزية: Eversharp)‏ من الشركات الرائدة في مجال صناعة أقلام الرصاص الميكانيكية.

## معلومات تاريخية
تأسست الشركة على يد تشارلز رود كيران في عام 1913. فقد قدم طلبًا للحصول على براءة اختراع للقلم الرصاص في 10 أكتوبر عام 1913 ومُنح براءة الاختراع الأمريكية رقم 1,130,741 في 9 مارس عام 1915. وتم طرح أول إنتاج لأقلام الرصاص إيفرشارب في نيو جيرسي بواسطة شركة هيث، وهي مورد رائد للأشغال المعدنية ذات الجودة العالية لصناعة معدات الكتابة. وتمت تجربة تسويق هذه الأقلام خلال موسم العطلة لعام 1913 في متجر واناميكر بمدينة نيويورك. وبعد ذلك بوقت قصير، نقل كيران مقر الشركة إلى إلينوي. وفي أكتوبر عام 1915، وقّع كيران عقدًا مع شركة واهل آدينج ماشين بشيكاغو لتصنيع أقلام الرصاص إيفرشارب. وفي منتصف نوفمبر عام 1915، سيطرت واهل على إيفرشارب في مقابل ضخ رأس مال بقيمة 20000 دولار. وفي نهاية عام 1916، استحوذت واهل على إيفرشارب بالكامل من خلال عملية تبادل للأسهم. احتفظ كيران بحصة صغيرة في الشركة المشتركة وكان يشغل منصب مدير المبيعات، ولكن في نهاية عام 1917 تقلصت حصة كيران في الشركة.
حقق القلم الرصاص إيفرشارب نجاحًا كبيرًا. وفي عام 1921، تم بيع أكثر من 12 مليون قلمٍ. وأتاح القلم الرصاص إيفرشارب (Eversharp) لواهل أن تصبح واحدة من أبرز الشركات المصنعة للأقلام الرصاص والجاف، وكان دخولها مجال صناعة الأقلام الجاف في عام 1917 بفضل تشارلز كيران أيضًا الذي ساعدها في شراء شركة بوسطن فاونتن بين. ومما يثير الدهشة أن شركة واهل استخدمت واهل بين لأقلامها الجاف واسم إيفرشارب لأقلامها الرصاص. وفي نهاية العشرينيات من القرن الماضي، أعادت الشركة تسمية نفسها واهل-إيفرشارب، كما تم تمييز كل منتجاتها، سواء من الأقلام الجاف أو الرصاص، بهذا الاسم. وفي عام 1941، أعادت الشركة تسمية نفسها مرةً أخرى باسم إيفرشارب فقط هذه المرة. وقد ظلت الشركة من الشركات الرئيسية في هذا المجال خلال فترة الأربعينيات من القرن الماضي، ولكن سلسلة من الأخطاء في محاولاتها دخول مجال أقلام الحبر ضرت الشركة بشكلٍ سيئ. وفي عام 1957 استحوذت شركة باركر بين على شركة إيفرشارب، ثم تم استخدام اسم إيفرشارب لبعض الوقت، ولكن في غضون سنوات قليلة انتهى إنتاج إيفرشارب لأقلام الرصاص والجاف.

## براءات الاختراع
- U.S. Patent 1٬130٬741 تحسينات مفيدة وجديدة لأقلام الرصاص و 1151016#، و 1153115#

## كتابات أخرى
- The pencil: a history of design and circumstance, Henry Petroski, Knopf, 1992. ISBN 0-679-73415-5, pp 265–270.

## وصلات خارجية
- Charles Keeran, a Mechanical Pencil Pioneer
- A Tale of Two Pencils: Keeran's Eversharp & Hayakawa's Ever-Ready Sharp originally published in The PENnant, Winter 2001